# Margherita Sanfilippo
Margherita Marie Sanfilippo (San Jose (Californië), 4 juni 1927 – San Jose, 25 februari 2015) was een Amerikaans componiste en muziekpedagoog.

## Levensloop
Sanfilippo studeerde aan de San José Staatsuniversiteit in San José (Californië). Aansluitend was zij rond 30 jaar docent en muzieklerares aan openbare scholen in Palo Alto (Californië). Zij schreef vooral pedagogische werken, maar ook werken voor orkest, harmonieorkest en koren.
Ze overleed in 2015 op 87-jarige leeftijd.

## Composities (selectie)

### Werken voor orkest
- Canzonetta e Ballo

### Werken voor harmonieorkest
- 1972 Space Fantasy

### Werken voor koren
- 1969 El burrito "Carlo", voor tweestemmig koor en orkest - tekst: Josephine A. Sanfilippo
- Christmas Calypso: come see my Christmas tree, voor tweestemmig koor, piano en slagwerk - tekst: Josephine A. Sanfilippo

### Pedagogische werken
- Easy String Orchestra Classics
- Etling Violon Quartet series, set.1-3